# Posada (Białoruś)
Posada (biał. Пасада; ros. Посада) – wieś na Białorusi, w obwodzie grodzieńskim, w rejonie werenowskim, w sielsowiecie Raduń.
W dwudziestoleciu międzywojennym trzy wsie: Posada I, Posada II i Posada III. Leżały one w Polsce, w województwie nowogródzkim, w powiecie lidzkim, w gminie Raduń. Po II wojnie światowej w granicach Związku Sowieckiego. Od 1991 w niepodległej Białorusi.